# 李兆良
李兆良（1943年11月17日—），生於香港。廣東東莞客籍人。美籍華裔。皇仁中學畢業，香港中文大學生物學系學士（1969），美國普渡大學藥學院生物化學博士（1974）。

## 经历

### 科技
曾任耶魯大學化學系研究員，德克萨斯農工大學化學系副教授，康寧公司生物科技資深研究員，伯特爾研究所生物科技資深研究員，香港生物科技研究院副院長，中港美三邊合作藥物研發公司總經理。
1979年中國科學院邀請講座教授 。訪問並講學於北京，上海，廣州中科院屬下植物，化學，生物化學，藥物等研究所。1979國際抗癌聯會獎金。1979年招收中國赴美國德州留學的第一批研究員。1989-93年擔任香港生物科技研究院副院長期間，負責該院業務，促成中美港三方合作之生物科研項目及公司管理。
科學論文40 篇。發明專利二項 。中藥研究，開創以酵素合成天然化合物，油脂類，生物鹼，蛋白質化學，分离分析化學。首先在美發表有關黃耆有效成份論文。

### 書法、中英翻譯
業餘興趣：廣泛涉獵中國文化各方面：歷史，文學，哲學，美術，書法，民族音樂，武術等。与傅益瑤 (傅抱石千金) 合作“繪畫菜根譚＂一書 的書法及英譯作者(上海古籍出版社，2002年出版)；2012年再合作《十牛圖》北京會芳齋精印30尺長卷。中英詩詞對譯。其書法為美，英，德，日，加，阿根廷等多國友人收藏。於紐約市，堪薩斯市，及哥倫布市舉辦書法個展。2004年山西太行山大峽谷國家森林公園邀請為“太行八泉峽”山門題字。 
- 李兆良（書，英譯），傅益瑤（畫），趙昌平（助讀）：《繪畫菜根譚》。上海古籍出版社。2002， 2004， 2006。
- 李兆良（書，英譯），傅益瑤（畫）：《繪畫菜根譚》。日本雄山阁出版社。2008.
- 李兆良（書，英譯），傅益瑤（畫），宋立選（印）《十牛圖》。會芳齋。2012.

2005年 尼克國際兒童頻道原創動畫： 降世神通及其續集降世神通：珂拉傳說書法中譯

### 歷史研究，鄭和研究
2006年，偶然獲得在美出土“宣德”金牌一面，從美洲歷史，明代歷史，歐洲与穆斯林歷史，制陶，旗幟，語言，美洲原住民文化風俗，農作物, 特別是從《坤輿萬國全圖》等方面得出結論，確證明代鄭和下西洋船隊曾到美洲。2010年於馬六甲第一屆國際鄭和會議發表論文。並在泉州海交博物館，南京大學及清華大學，美洲鄭和學會宣讀，發表於 “鄭和研究”及“海交史研究”。香港大公報曾以首頁整版介紹。
2014年10月被推選為美洲鄭和學會會長。
2014年11月被推選為Midwestern Epigraphic Society Journal Editor。

## 著作書籍
- 《坤舆万国全图解密 – 明代测绘世界》 联经出版社。260頁。2012年
- 《宣德金牌啟示录 - 明代開拓美洲》联经出版社。346頁。2013年 ISBN 9789570842838

## 民樂
1962年香港第一個業餘民族樂團創辦人之一。擔任指揮，編譜，演出，教學胡琴。

## 外部連結
- 华人专家:郑和船队不只一次到美国(图) （页面存档备份，存于）
- 李兆良北京大学演讲视频 （页面存档备份，存于）

1. ↑  .   [2017-09-24]. （原始内容存档于2020-08-10）.